# Official Secrets
Official Secrets ou Segredos Oficiais é um filme britânico-estadunidense, dos gêneros drama, espionagem e thriller, dirigido por Gavin Hood e estrelado por Keira Knightley, Matt Smith, Matthew Goode e Ralph Fiennes.
A estreia nos EUA ocorreu em 28 de janeiro de 2019, no Festival de Sundance e foi lançado nos Estados Unidos em 30 de agosto de 2019, pela IFC Films, e no Reino Unido, em 18 de outubro de 2019, pela Entertainment One. 
Ambientado no início dos anos 2000, Official Secrets dramatiza a trajetória de vida da denunciante Katharine Gun, que tornou-se mundialmente famosa ao expor segredos extremamente confidenciais da Agência de Segurança Nacional. Depois de obter acesso a memorandos secretos, ela foi capaz de provar que ocorreu uma grande pressão a seis países para que eles votassem a favor da invasão ao Iraque em 2003.

## Sinopse
No início de 2003, a analista do GCHQ Katharine Gun obtém um memorando detalhando uma operação conjunta dos Estados Unidos e da Grã-Bretanha para espionar diplomatas de vários estados membros não permanentes do Conselho de Segurança das Nações Unidas, Camarões, Chile, Bulgária e Guiné, a fim de "cavar sujeira" neles e influenciar o Conselho de Segurança a aprovar uma resolução apoiando a invasão do Iraque. Irritada porque o Reino Unido está sendo levado a uma guerra sob falsos pretextos, Katharine vaza o memorando para uma amiga envolvida no movimento anti-guerra, que o passa para a ativista anti-guerra Yvonne Ridley, que por sua vez o passa para o jornalista do The Observer Martin Bright.
O editor estrangeiro do Observer, Peter Beaumont, permite que Martin investigue a história no interesse do jornalismo. Para verificar a autenticidade do memorando de vazamento, Martin pede a ajuda do correspondente do Observer em Washington, D.C., Ed Vulliamy, para entrar em contato com o autor do memorando, Frank Koza, Chefe de Gabinete da seção de "alvos regionais" da Agência de Segurança Nacional. Apesar da postura pró-guerra do Observer, Peter convence editor do jornal Roger Alton que o memorando vazado vale publicação.
A publicação do memorando vazado em março de 2003 gera considerável interesse do público e da mídia. O Drudge Report tenta desacreditar o documento como uma farsa depois que uma jovem funcionária chamada Nicole Mowbray acidentalmente mudou o texto do inglês americano para o inglês britânico. No entanto, Martin é capaz de produzir o memorando original, confirmando sua autenticidade. As ações de Katharine levam o GCHQ a iniciar uma investigação interna. Buscando evitar a invasão do Iraque pelos EUA e Reino Unido, e para proteger seus colegas do GCHQ de suspeitas prolongadas, Katharine confessa ter vazado o memorando. Ela é detida e encarcerada por uma noite antes de ser libertada sob prisão preventiva.
Após a eclosão da Guerra do Iraque, Katharine procura os serviços dos advogados da organização não governamental National Council for Civil Liberties (NCCL) Ben Emmerson e Shami Chakrabarti. O governo britânico decide acusá-la de violar a Lei de Segredos Oficiais, incumbindo o Diretor de Promotoria Pública Ken Macdonald de liderar a acusação. Para exercer pressão sobre ela, as autoridades britânicas tentam deportar seu marido Yasar Gun, um curdo turco. No entanto, Katharine consegue impedir a deportação apresentando uma certidão de casamento que prova a autenticidade de seu relacionamento.
Ben surge com a estratégia de defesa de que Katharine estava agindo por lealdade ao seu país ao tentar evitar que o Reino Unido fosse levado a uma guerra ilegal no Iraque. Com a ajuda de Martin, Ed e da ex-assessora jurídica do Ministério das Relações Exteriores, Elizabeth Wilmshurst, Ben descobre que o procurador-geral Peter Goldsmith mudou sua posição sobre a legalidade da Guerra do Iraque após se reunir com vários advogados do governo Bush. Apesar das probabilidades acumuladas contra eles, Katharine se recusa a se declarar culpada em troca de uma acusação reduzida.
No dia do julgamento, o promotor da Coroa retirou todas as acusações contra Katharine, alegando que processá-la teria mostrado que o governo de Tony Blair levou o Reino Unido à guerra sob falsos pretextos. O filme então menciona o tributo humano da Guerra do Iraque e que o conselho de Lord Goldsmith sobre a ilegalidade da Guerra do Iraque foi tornado público em 2010. O filme então termina com imagens de Katharine se dirigindo à mídia após o encerramento de seu caso e Ben evitando Ken por colocar Katharine em sua provação legal.

## Elenco
- Keira Knightley .... Katharine Gun
- Matt Smith .... Martin Bright
- Matthew Goode .... Peter Beaumont
- Rhys Ifans .... Ed Vulliamy
- Adam Bakri .... Yasar Gun
- Indira Varma .... Shami Chakrabarti
- Ralph Fiennes .... Ben Emmerson
- Conleth Hill .... Roger Alton
- Tamsin Greig .... Elizabeth Wilmshurst
- Hattie Morahan .... Yvonne Ridley
- Ray Panthaki .... Kamal Ahmed
- Angus Wright .... Mark Ellison
- Chris Larkin .... Nigel Jones, Baron Jones de Cheltenham
- Monica Dolan .... Fiona Bygate
- Jack Farthing .... Andy Dumfries
- Clive Francis .... Almirante Nick Wilkinson
- John Heffernan .... James Welch
- Kenneth Cranham .... Juiz Hyam
- Darrell D'Silva .... Embaixador do Chile
- Janie Dee .... Jan Clements
- MyAnna Buring .... Jasmine
- Niccy Lin .... Mi-Yung
- Chris Reilly .... Jerry
- Shaun Dooley .... John
- Peter Guinness .... TinTin
- Hanako Footman .... Nicole Mowbray
- Jeremy Northam[6] .... Ken Macdonald

## Produção
Sara e Gregory Bernstein já haviam escrito um roteiro em 2008. Eventualmente, ele entrou na Lista Negra, uma lista dos roteiros "mais apreciados" que ainda não foram produzidos, onde o diretor Debs Paterson o viu. Ainda assim, nada saiu disso até janeiro de 2016, quando o início das filmagens em maio foi anunciado, com Harrison Ford, Anthony Hopkins, Paul Bettany, Natalie Dormer e Martin Freeman escalados. Tahar Rahim e Gillian Anderson foram escalados durante o Festival Internacional de Cinema de Berlim 2016 .  No entanto, em junho de 2017, as filmagens ainda não haviam começado e o membro do elenco, Anderson, afirmou que não tinha ouvido nada sobre o projeto desde que foi escalado.
Em janeiro de 2018, o projeto foi redesenhado mais uma vez, com Gavin Hood agora definido para dirigir no lugar de Justin Chadwick, e Keira Knightley e Matt Smith escalados em fevereiro, substituindo o elenco anterior. Em março, Ralph Fiennes e Matthew Goode se juntaram ao elenco, com as filmagens começando em 12 de março de 2018 em Yorkshire. As filmagens aconteceram na vila de Boston Spa em 14 de março. Indira Varma, Conleth Hill e Tamsin Greig se juntaram ao elenco no dia seguinte. As filmagens mudaram-se para Manchester em 19 de março, servindo como substituto de Londres. As filmagens foram realizadas em abril de 2018 no St George's Hall de Liverpool. As cenas de praia para o personagem interpretado por Ralph Fiennes estão na praia de Thurstaston no Estuário Dee da península de Wirral e mostram com destaque a casa de campo conhecida localmente como Sally's Cottage.

## Lançamento
O filme teve sua estreia mundial no Festival de Cinema de Sundance em 28 de janeiro de 2019. Pouco depois, a IFC Films adquiriu os direitos de distribuição do filme nos Estados Unidos. Foi lançado nos Estados Unidos em 30 de agosto de 2019. Foi previamente programado para ser lançado em 23 de agosto de 2019. e no Reino Unido em 18 de outubro de 2019.

## Recepção
Na revisão do site Rotten Tomatoes, o filme mantém um índice de aprovação de 83% com base em 159 avaliações, com uma classificação média de 6,89/10. O consenso dos críticos do site diz: "Official Secrets tem uma estrutura familiar e uma mensagem óbvia, embora valiosa, mas aumenta com a força do poderoso desempenho de Keira Knightley."
Em um artigo sobre o filme e Katherine Gun, Sam Husseini escreveu que "tendo seguido essa história desde o início, acho que este filme é, pelos padrões de Hollywood, um relato extremamente preciso do que aconteceu até hoje - 'até agora' porque a história mais ampla ainda não acabou".